# 戀愛總是平靜地意外身亡
《戀愛總是平靜地意外身亡》（英文：Love Dies Slowly, Naturally & Silently）是 W創作社於2009年在香港葵青劇院演藝廳公演的舞台劇，是該劇團的第十八部作品，由黃智龍編導，由林一峰、梁祖堯、邵美君、湯駿業及黃呈欣主演，亦是W 創作社與著名獨立歌手林一峰自《馴情記》後的四度合作。2009年首演5場四千多張門票於開售兩小時多便售罄，而2010年重演時12場演出票房亦大爆。
劇中角色都是朝不保夕的自由身工作者，他們工作上不如意，生活上多挫敗，正如宣傳所說：「放棄是我們唯一的武器！」很能反映時下年青人的心態 （當時很多觀眾更將此句放到自己Facebook的狀態上）。
無論首演或者重演，觀眾都表示對《戀愛總是平靜地意外身亡》有強烈的共鳴感，大讚演出是「貼近生活，好笑又感動」之作。著名影評人石琪亦於首演後在明報專欄說：「近期看過最有娛樂性的本港舞台劇，把現代城市情緣刻劃得生動惹笑，又有不俗的波折變化」，將此舞台劇媲美經典的同屋合住電影如《七十二家房客》、《風塵三俠》，更推薦香港電影界改編此齣舞台劇為電影。
專欄作家鄧達智亦表示：「《戀愛總是平靜地意外身亡》讓我真真正正感動了。林一峰的歌，梁祖堯收放自如的演技與一眾演員緊密合成的戲。」

## 背景
1999年，W創作社以描述當年新世代Generation X生活的《青春殘酷物語》作為創社的頭炮。2009年，十年後W創作社再創作描述當年流行“飛特族”的《戀愛總是平靜地意外身亡》，描述一群因逃避現實或經濟太差而找不到固定工作，靠打零工維持生計的年輕人活在貧窮的20至30歲自由身工作者的病態人生：無論愛情抑或事業，「放棄」變成他們唯一的武器。此劇亦是「W創作社」創團十周年之作。

## 故事大綱
故事描述現今一群因經濟差而找不到長工、活在貧窮的20至30歲自由身工作者的病態人生，角色包括經常將夢想掛在口邊卻從不行動的Lennon（林一峰飾）、曾被愛情傷害而不敢去愛的同性戀者Jude（梁祖堯飾）、男友宣佈結婚但新娘不是自己的插畫師Michelle（邵美君飾）及被公司由長工貶為合約員工的寫字樓職員Ringo（湯駿業飾）。故事由眾人合租一個工廠單位開始，送麥記外賣少女Bird（黃呈欣飾）更神神秘秘提出合租，各人共處一室時既互相扶持，又有多番摩擦……

## 角色表
- 林一峰飾 Lennon
- 梁祖堯飾 Jude
- 邵美君飾 Michelle
- 湯駿業飾 Ringo
- 黃呈欣飾 Bird
- 楊政楠飾 Eric
- 林小寶飾 Lucy

## 演出歌曲
編導選取The Beatles的歌曲為《戀》劇串連，因為 The Beatles 所散發的情懷與劇中的五人氣質相當匹配，亦借此機會介紹他們的名曲予年青一輩的觀眾。此外，一峰亦為《戀亡》撰寫兩首新曲〈In Love Again〉及〈井底蛙看畫中花〉。
〈In Love Again〉
曲詞唱：林一峰
〈井底蛙看畫中花〉
曲詞唱：林一峰

## 出版紀錄
林一峰的個人專輯《戀愛總是平靜地意外....來臨》收錄了他為《戀愛總是平靜地意外身亡》撰寫的兩首新歌及《馴情記》內的歌曲〈拖〉。

## 外部連結
W創作社官方網頁 （页面存档备份，存于）
W創作社Facebook 專頁 （页面存档备份，存于）
W創作社微博 （页面存档备份，存于）